# ژان-پیر باکری
ژان-پیر باکری (فرانسوی: Jean-Pierre Bacri‎؛ زادهٔ ۲۴ مهٔ ۱۹۵۱) یک فیلم‌نامه‌نویس و هنرپیشه اهل فرانسه است.
از فیلم‌ها یا برنامه‌های تلویزیونی که وی در آن نقش داشته است می‌توان به طعم دیگران، آستریکس و اوبلیکس: مأموریت کلئوپاترا و پزشک اشاره کرد.
وی همچنین برندهٔ جوایزی همچون جایزه سزار بهترین بازیگر نقش مکمل مرد و جوایز فیلم اروپا شده‌است.